# شمعدان مشعب

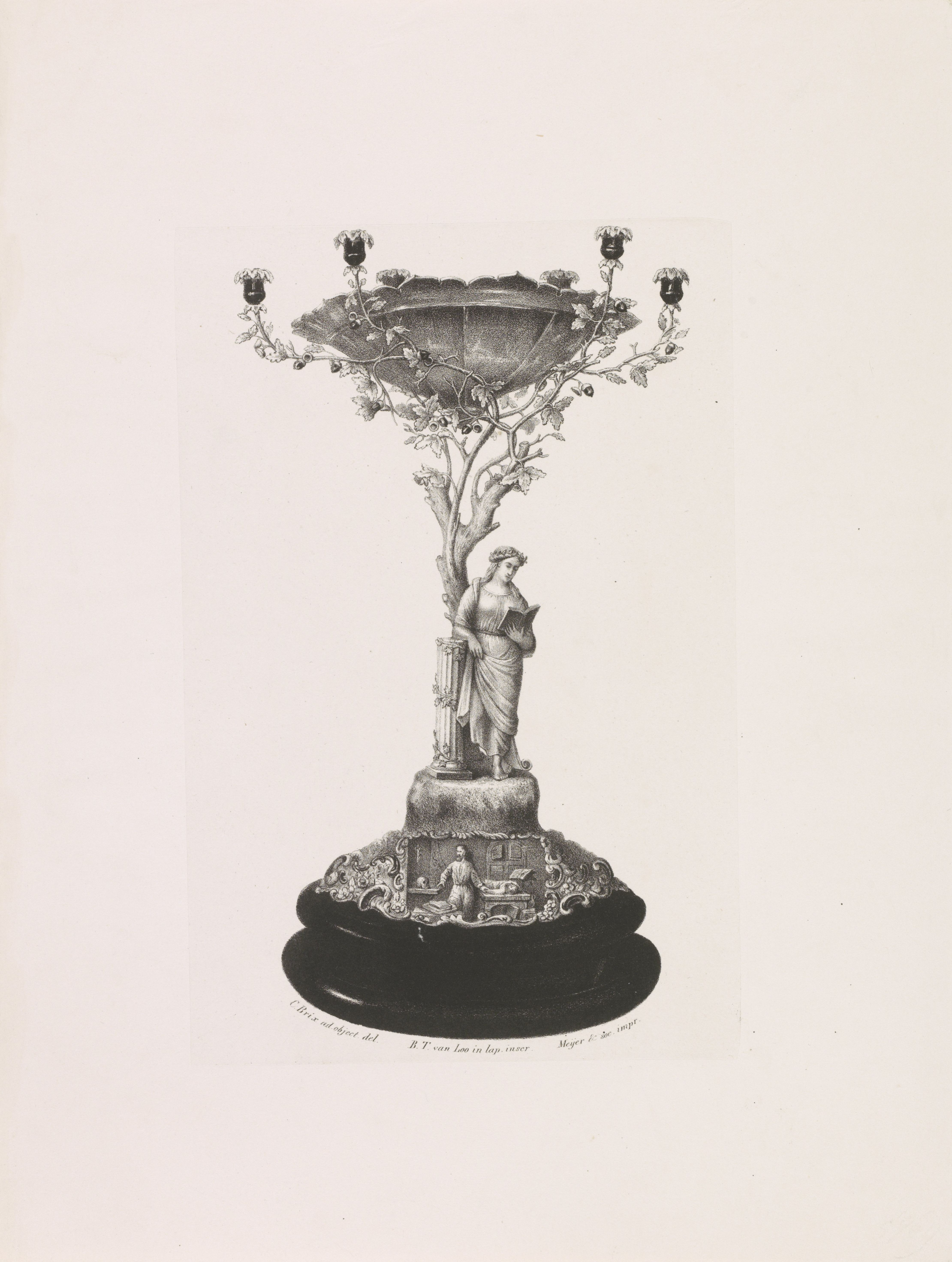
ثريا نارية (1856 ، متحف ريكز)

الشمعدان المشعب شمعدان للزينة متفرع أو مصباح يتكون من عدة أضواء غالبًا ما يشبه الثريا الصغيرة. بدأ استخدامه في النصف الثاني من القرن السابع عشر وكان يُصنع ويستخدم استخدمًا شائعًا في أزواج.